# 拉帕漢諾克縣 (維吉尼亞州)
拉帕漢諾克縣（英語：Rappahannock County）是美國維吉尼亞州北部的一個縣。面積691平方公里。根據美國2000年人口普查，共有人口6,983人。縣治華盛頓 (Washington)。
第一個縣成立於1656年，解散於1662年。目前的縣成立於1833年。縣名是阿爾岡昆諸語lappihanne，意思是「急速上升的河水」或「潮水到達的地方」。